# Bernhard Baader
Bernhard Baader (* 30. April 1790 in Mannheim; † 6. Januar 1859 in Karlsruhe) war ein deutscher Beamter und Sammler badischer Sagen.

## Leben
Baader arbeitete zunächst als Beamter in Wertheim, wo er die spätere Schriftstellerin und Vereinsgründerin Amalie Baader kennenlernte. Im Jahr 1823 erfolgte die Heirat. Baader war als Kreisrat der Kreisregierung des Seekreises in Konstanz tätig und nahm 1832 eine Tätigkeit als Rat in der Steuerdirektion in Karlsruhe auf. 1847 avancierte er zum Geheimen Finanzrat in der Oberrechnungskammer und wurde 1854 pensioniert.
In den 1830er-Jahren veröffentlichte er, wie viele seiner Zeitgenossen, Sagenbeispiele in Zeitschriften wie Mone’s Anzeiger. Einen Teil dieser Sagen übernahm August Schnezler in sein 1846 erschienenes Badisches Sagenbuch.
Im Jahr 1851 legte Baader selbst als Ertrag seiner rund zwanzigjährigen Sammelarbeit Volkssagen aus dem Lande Baden und den angrenzenden Gegenden vor, die er nach seinen Angaben aus mündlicher Überlieferung zusammengetragen hat. Im Jahr 1859 erschien eine Fortsetzung mit „neugesammelten“ Sagen.

## Ehrungen
1843 erhielt Baader das Ritterkreuz des Ordens vom Zähringer Löwen.

## Werke
- 1851: Volkssagen aus dem Lande Baden und den angrenzenden Gegenden, Verlag der Herder'schen Buchhandlung, Karlsruhe 1951 (Digitalisat).
  - Neuausgabe Hofenberg, Berlin 2018, ISBN 978-3-7437-2713-7.
- 1859: Neugesammelte Volkssagen aus dem Lande Baden und den angrenzenden Gegenden. Zugleich als Nachtrag zu des Verfassers Werk: Volkssagen aus dem Lande Baden, Verlag A. Geßner'sche Buchhandlung, Karlsruhe 1859 (Digitalisat).
  - Neuausgabe Hofenberg, Berlin 2016, ISBN 978-3-86199-232-5.